# Lanterne
Lanterne – rzeka we Francji, przepływająca przez teren departamentu Górna Saona, o długości 64,3 km. Stanowi lewy dopływ rzeki Saony.